# المرأة في بروناي

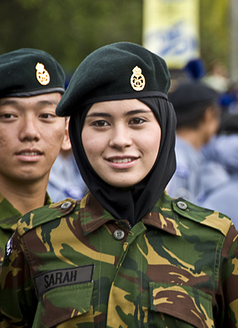
Pengiran Anak Sarah (ولي عهد بروناي) في زيها العسكري في عام 2009.

النساء في بروناي هن نساء يعشن في بروناي دار السلام. تعتبر المرأة في بروناي شخصًا «ذو مكانة عالية». وبحسب وزارة الخارجية الأمريكية إن التمييز ضد المرأة يمثل مشكلة في بروناي.

## حقوق الإنجاب
الإجهاض في بروناي غير قانوني إلى حد كبير، باستثناء إذا كانت حياة المرأة في خطر. وفي السابق، كانت عقوبة الإجهاض تصل إلى السجن لمدة سبع سنوات، وتتراوح ما بين 10- 15 سنة للشخص الذي يجري الإجهاض. في عام 2014، نفذت حكومة بروناي قانون الشريعة الجنائية في سلسلة من المراحل التي كان من المقرر أن تزيد العقوبة على الإجهاض إلى الإعدام رجمًا. كان من المقرر أن يدخل هذا الجزء من القانون حيز التنفيذ في عام 2016،  وفي عام 2016، حكم على امرأة تبلغ من العمر 22 عامًا بالسجن سبع سنوات بسبب إجهاضها باستخدام حبوب الإجهاض.

## قواعد الملابس
العديد من النساء المسلمات في بروناي ترتدين غطاء الرأس التقليدي المعروف باسم تودونغ، ومع ذلك، فإن الحكومة لا تجبر النساء على التستر.

## أدوار الجنسين
في السنوات الأخيرة، بدأت المرأة في بروناي في تولي 'مناصب المسؤولية' في حكومة بروناي. وهن قادرات على شغل وظائف في القوات المسلحة لبروناي ؛ ولكن لا يسمح لهن بالخدمة في المواقف القتالية.

## الاتجار بالجنس
توجد ظاهرة الاتجار بالجنس في بروناي [الإنجليزية]. حيث تتعرض النساء والفتيات للاغتصاب والأذى الجسدي والنفسي في جميع أنحاء البلاد.